# Endodonta
Endodonta é um género de gastrópode da família Endodontidae.
Este género contém as seguintes espécies:
- Endodonta apiculata